# Гуманитарный факультет Львовского университета имени Яна Казимира

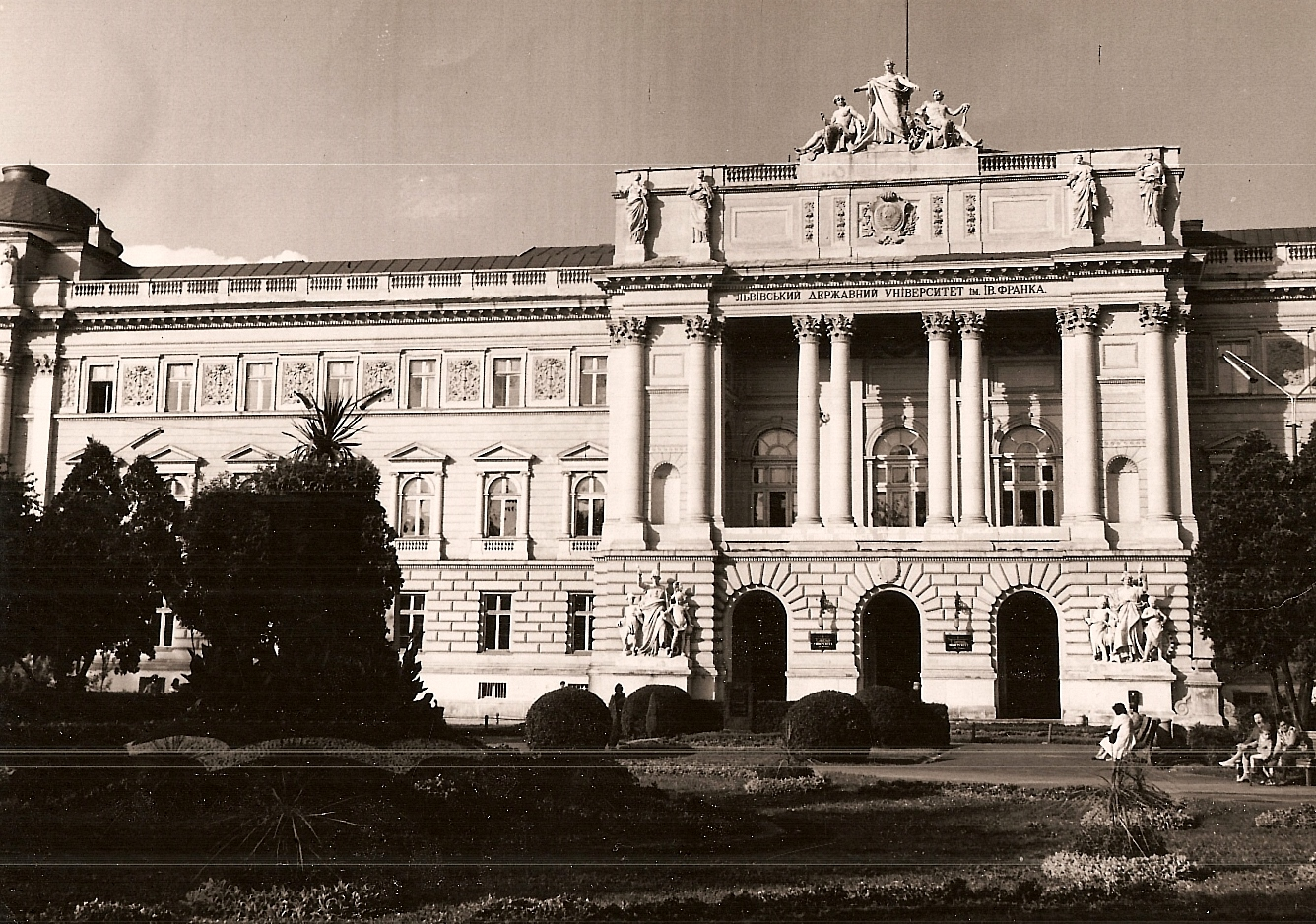
Здание Галицкого Сейма, резиденция WH (около 1950 г.)

Гуманитарный факультет Университета Яна Казимежа во Львове — отделение Львовского университета Яна Казимира (в настоящее время Львовский национальный университет имени Ивана Франко) . В его рамках были представлены гуманитарные науки .
Факультет располагался в здании Галицкого Сейма на ул. Маршалковская 1 и ул. Адама Мицкевича 5 и Тадеуш Костюшко 9.
В 1924 г. философский факультет (в 1922 г. — 46 обычных и 11 внеочередных кафедр) был разделен на гуманитарный факультет и факультет математики и естественных наук .
На гуманитарный факультет закреплено 28 кафедр.
В 1938/1939 учебном году на факультете было 32 кафедры .
На факультете были представлены следующие науки: история, классическая филология, англоведение, романоведение, славистика, лингвистика, русинская филология, германистика, востоковедение, история искусства, музыковедение, археология, этнология, предыстория.
Деканом факультета на 1936/1937 г. избран проф. Станислав Лемпицкий .
На рубеже июня / июля 1939 года последним деканом Польского Ягеллонского университета в период Второй Польской республики был польский лингвист проф. Ежи Курилович .

## Примечание
1. ↑  Kronika miejska. Nowi dziekani na U. J. K. Nr 159 z 15 lipca 1936: 2. Архивировано 2021-05-09. Дата обращения: 2020-12-20. {{cite journal}}: Проверьте значение даты: |date= (справка); Cite journal требует |journal= (справка)
2. ↑  Nowe władze akademickie Uniw. Jana Kazimierza. Nr 149 z 6 lipca 1939: 3. Архивировано 2020-10-20. Дата обращения: 2020-12-20. {{cite journal}}: Проверьте значение даты: |date= (справка); Cite journal требует |journal= (справка)